# Rocchetta Tanaro
Rocchetta Tanaro är en ort och kommun i provinsen Asti i regionen Piemonte i Italien. Kommunen hade 1 422 invånare (2018).